# Гранаускас, Ромуальдас
Ромуа́льдас Грана́ускас (лит. Romualdas Granauskas; 18 апреля 1939, Мажейкяй — 28 октября 2014, Вильнюс) — литовский прозаик, эссеист и драматург, сценарист.

## Биография
В 1957 году окончил школу трудовой молодёжи в Сяде. В 1957—1962 годах служил в Советской армии. Учился в Клайпедском морском училище и Каунасском политехническом институте (не окончил).
В 1968—1970 годах. работал в редакциях газеты «Наше слово (лит. Mūsų žodis)» и журнала «Неман» („Nemunas“). Кроме того, работал строителем, слесарем, радиокорреспондентом, учителем в школе (Моседис).
С 1972 года посвятил себя творчеству. С 1973 года член Союза писателей Литвы.
Выступал за сохранение лютеранской кирхи в Чистых Прудах (Калининградская область) в качестве музея Донелайтиса.
Похоронен на Антакальнисском кладбище в Вильнюсе.

### Семья
Отец — Игнас Гранаускас (1909—?), лесник; мать — Розалия Иванаускайте (1916—?), из деревни Найкяй.
Жена — Альма Скруйбите;
В браке родились две дочери: Гинтаре (род. 1963) и Инга (род. 1966).

## Творчество
Написал свыше 20 произведений. Первые публикации состоялись в 1954 г. в сборнике лит. «Medžių viršūnės». Первая книга вышла в 1969 году. Большую популярность принесла писателю повесть «Жизнь под клёном», которая в 1988 году была экранизирована. В 2009 году был снят фильм и по роману «Омут» («Duburys»).

### Избранные публикации
- Гранаускас Р. Трава : рассказ / Пер. с литов. Е. Ветровой // Вокруг света. — 1971. — № 2 (2545). — С. 54—55.
- «Цветение розы в темноте» (пьеса, 1978; спектакли поставлены в 1978 и 2008)
- Раунаускас Р. Заклание тельца : пер. с литов. // Дружба народов. — 1980. — № 2. — С. 5-24.
- Гранаускас Р. Едоки хлеба : Повесть и рассказы / Авториз. пер. с литов. В. Чепайтиса. — М. : Сов. писатель, 1980. — 215 с. (Содерж.: Заклание тельца: Повесть; Рассказы: Ольшаники; Почему шелестят дубы; Рассказ с лошадьми; Музыканты; Один; Юзис; Деревянные глаза; Жёлтый городок, Берёзовый бугор, и др.)
- Раунаускас Р. Жизнь под клёном : повесть / Пер. с литов. В. Чепайтиса // Дружба народов. — 1987. — № 12. — С. 3-59. (экранизирована в 1988)
- Гранаускас Р. Жизнь под клёном : Повести, рассказы / Пер. с литов. В. Чепайтиса [Худож. С. Я. Бейдерман]. — М. : Сов. писатель, 1989. — 318 с. (Содерж.: Повести: Жизнь под клёном; Заклание тельца; Рассказы: Ольшаники; Рассказ с лошадьми; Музыканты; Один; Юзис; Деревянные глаза; Жёлтый городок; Берёзовый бугор; Гадюка; День поминовения усопших, и др.)
- «Омут» (роман, 2003; спектакль — 2005[2], экранизирован в 2009):
  - Duburys: romanas. — Vilnius: Lietuvos Rašytoju sajunos leidykla, 2003. — ISBN 998-6392799.
  - Das Strudelloch : Roman / übers. von G. Rom. — Göttingen: Wallstein, 2011. — ISBN 978-3-8353-0480-2.
- «Туман над долинами» (роман, 2007)
- «Три одиночества» (роман, 2011)

### Сценарии
| Год  |   | Русское название      | Оригинальное название  | Роль      |
| ---- | - | --------------------- | ---------------------- | --------- |
| 1976 | ф | Потерянный кров       | Sodybų tuštėjimo metas | сценарист |
| 1981 | ф | Лето кончается осенью | Vasara baigiasi rudenį | сценарист |
| 1983 | ф | Уроки ненависти       | Neapykantos pamokos    | сценарист |

## Награды и признание
- литературная премия им. Ю. Паукштелиса (1987) — за «Жизнь под клёном»
- литературная премия им. А. Вайчулайтиса (1995) — за роман «Бабочка на губах» (лит. Su peteliške ant lūpų)
- Премия Союза писателей Литвы[лит.] (1999) — за книгу «Gyvulėlių dainavimas»
- Премия Правительства Литвы в области культуры и искусства (1999)
- офицерский крест ордена Великого князя Литовского Гядиминаса (1999)[3]
- Национальная премия Литвы по культуре и искусству (2000)
- Премия им. Г. Петкевичайте-Бите[лит.] (2004) — за роман «Омут»
- литературная премия им. Л. Довиденаса[лит.] (2008) — за роман «Туман над долинами»
- Премия Литовской ассоциации художников[лит.] (2013) — за книги «Если вам больше не нужно» (лит. Kai reikės nebebūti) и «Išvarytieji»